# Радка Балабанова-Рулева
Радка Николова Балабанова-Рулева е българска дипломатка. От 13 декември 2024 г. е посланик на България във Франция.

## Биография
Родена е на 20 февруари 1972 г. в София, Народна република България. През 1991 г. завършва Френската гимназия в София. През 1995 г. завършва висше образование в Университета за национално и световно стопанство и придобива магистърска степен по международни икономически отношения. През 1997 г. придобива магистърска степен по европейска интеграция в Софийския университет „Свети Климент Охридски“.

## Професионална дейност
През 1997 г. постъпва на работа в Министерството на външните работи на България. От 1997 до 2001 г. е аташе в дирекция „Европейска интеграция“. От 2002 до 2005 г. е трети секретар в мисията на България към Европейския съюз в Брюксел. От 2006 до 2009 г. е втори секретар в дирекция „Политически въпроси“. От 2009 до 2012 г. е първи секретар в посолството на България в Париж. От 2012 до 2015 г. е началник на отдел в дирекция „Политики и институции на Европейския съюз“. От 2015 до 2019 г. е заместник-началник на отдел към посолството на България в Брюксел. От 2019 до 2020 г. е съветник в генерална дирекция „Европейски въпроси“. От 2020 до 2021 г. е специален координатор за сътрудничество с Организацията за икономическо сътрудничество и развитие (ОИСР) към дирекция „Външни икономически отношения“. От 2021 до 2022 г. е директор на дирекция „Външни икономически отношения“. През юли 2022 г. става директор на дирекция „Външни икономически отношения и сътрудничество за развитие“.